# Forăşti
Forăşti é uma comuna romena localizada no distrito de Suceava, na região de Moldávia. A comuna possui uma área de 65.53 km² e sua população era de 4928 habitantes segundo o censo de 2007.